# Акинетико-ригидный синдром
Акинетико-ригидный синдром, также называемый амиостатическим симптомокомплексом, амиостатическим синдромом, — двигательные расстройства, проявляющиеся бедностью и замедлением активных движений и своеобразным повышением мышечного тонуса. Представляет собой ядро клинической картины болезни Паркинсона и синдрома паркинсонизма.
Термин «амиостатический симптомокомплекс», предложенный в 1915 году известным немецким неврологом Штрюмпелем, в настоящее время употребляется редко.

## Этиология
Причины акинетико-ригидного синдрома разнообразны:
- Болезнь Паркинсона.
- Последствия перенесенных энцефалитов (эпидемического летаргического, японского, энцефалита Сент-Луис).
- Атеросклероз сосудов головного мозга.
- Отравления (марганцем, угарным газом).
- Побочные явления при лечении нейролептиками фенотиазинового ряда, раувольфией, метилдофой и др.
- Гепатоцеребральная дистрофия.
- Черепно-мозговая травма.
- Другие причины.

## Клиническая картина
Характерны следующие проявления:
- Замедление произвольных движений (брадикинезия), которое достигает различных степеней, вплоть до невозможности садиться, вставать, двигаться (акинезия).
- Воскоподобное повышение мышечного тонуса (пластический тонус по Шеррингтону).
- Выпадение содружественных движений: отсутствуют движения рук при ходьбе, поворот головы в сторону взгляда и т. п.; выпадают также мелкие содружественные движения, которые придают индивидуальную особенность каждому произвольному движению.
- Нарушение выразительных движений, например жестикуляции, мимики (развивается амимия).
- В результате изменения мышечного тонуса возникают мышечные контрактуры, фиксирующие конечности и туловище, чем обусловлена своеобразная поза больного.

При резком повышении мышечного тонуса до степени ригидности (акинетико-ригидный синдром Ферстера) пациент может оказаться полностью обездвижен. При пассивных движениях конечности остаются в приданных им положениях. В результате патологической возбудимости мышц на растяжение возникает парадоксальный феномен Вестфаля.
Бедность движений и повышение мышечного тонуса по пластическому типу выявляются не у всех больных с акинетико-ригидным синдромом. Так, при применении некоторых препаратов фенотиазинового ряда при лечении нервно-психических расстройств в качестве побочных действий могут возникать двигательные нарушения — скованность, обездвиженность — без повышения мышечного тонуса по экстрапирамидному типу.

## Прогноз
Определяется причиной, вызвавшей развитие синдрома. Зачастую процесс носит необратимый характер.

## Лечение
В первую очередь следует проводить лечение основного заболевания. Наряду с этим используются препараты, снижающие мышечный тонус: атропин, тропацин, циклодол, депаркин и др.